# John Blackburn
John Blackburn (nacido el 16 de enero de 1976 en Luton, Inglaterra) es bajista y teclista de la banda Skin. Su primer concierto con Skin fue en el V Stage del V Festival in 2003. 
Blackburn tocó con Joe Strummer & The Mescaleros, junto con Scott Shields, en la gira del año 2000, como teloneros de The Who.